# Microcolus
Microcolus is een geslacht van weekdieren uit de klasse van de Gastropoda (slakken).

## Soorten
- Microcolus dunkeri (Jonas, 1846)
- Microcolus harveyorum Lussi, 2014
- Microcolus lincolnensis (Crosse & P. Fischer, 1865)